# Aerangis spiculata
Aerangis spiculata é uma espécie de orquídea monopodial epífita, família Orchidaceae, que habita Comores e Madagascar.